# Sĩ quan (Công an nhân dân Việt Nam)
Sĩ quan Công an nhân dân Việt Nam là công dân Việt Nam được tuyển chọn, đào tạo, huấn luyện và hoạt động trong lĩnh vực nghiệp vụ của Công an nhân dân Việt Nam, được phong, thăng cấp bậc hàm cấp tướng, cấp tá, cấp úy.
Đội ngũ Sĩ quan đặt dưới sự lãnh đạo tuyệt đối, trực tiếp về mọi mặt của Đảng Cộng sản Việt Nam, sự thống lĩnh của Chủ tịch nước, sự thống nhất quản lý nhà nước của Chính phủ và sự chỉ huy, quản lý trực tiếp của Bộ trưởng Bộ Công an.

## Quy định chung

### Chức vụ sĩ quan
Chức vụ cơ bản của Sĩ quan Công an nhân dân gồm: Bộ trưởng Bộ Công an; Cục trưởng, Tư lệnh; Giám đốc Công an cấp tỉnh; Trưởng phòng, Trưởng Công an cấp huyện, Trung đoàn trưởng; Đội trưởng, Trưởng Công an cấp xã; Tiểu đoàn trưởng; Đại đội trưởng; Trung đội trưởng; Tiểu đội trưởng.

### Hạn tuổi phục vụ
Hạn tuổi phục vụ cao nhất của Sĩ quan như sau: cấp úy: 55; Thiếu tá: nam 57, nữ 55; Trung tá: nam 57, nữ 55; Thượng tá: nam 60, nữ 58; Đại tá, cấp tướng: nam 62, nữ 60.
Trường hợp Sĩ quan cấp úy, thiếu tá, trung tá có đủ phẩm chất, giỏi về chuyên môn, nghiệp vụ, có sức khỏe tốt và tự nguyện thì có thể kéo dài tuổi phục vụ theo quy định của Bộ trưởng Bộ Công an, nhưng không quá 60 đối với nam và 55 đối với nữ.
Sĩ quan là giáo sư, phó giáo sư, tiến sĩ, chuyên gia cao cấp có thể kéo dài hạn tuổi phục vụ hơn 62 đối với nam và hơn 60 đối với nữ.

### Tuyển chọn đào tạo
- Công dân có đủ tiêu chuẩn về chính trị, phẩm chất đạo đức, trình độ, sức khỏe, độ tuổi và năng khiếu phù hợp với công tác công an, có nguyện vọng và Công an nhân dân có nhu cầu thì có thể được tuyển chọn vào Công an nhân dân.
- Công an nhân dân được ưu tiên tuyển chọn sinh viên, học sinh xuất sắc tốt nghiệp ở các cơ sở giáo dục đại học, cơ sở giáo dục nghề nghiệp có đủ tiêu chuẩn để đào tạo, bổ sung vào Công an nhân dân.

## Cấp bậc hàm sĩ quan

### Hệ thống cấp bậc hàm
- Sĩ quan cấp tướng có 4 bậc: Đại tướng, Thượng tướng, Trung tướng, Thiếu tướng
- Sĩ quan cấp tá có 4 bậc: Đại tá, Thượng tá, Trung tá, Thiếu tá
- Sĩ quan cấp úy có 4 bậc: Đại úy, Thượng úy, Trung úy, Thiếu úy

| Cấp                | Cấp Tướng | Cấp Tướng    | Cấp Tướng   | Cấp Tướng   | Cấp Tá | Cấp Tá    | Cấp Tá   | Cấp Tá   | Cấp Úy | Cấp Úy    | Cấp Úy   | Cấp Úy   |
| Bậc                | Đại tướng | Thượng tướng | Trung tướng | Thiếu tướng | Đại tá | Thượng tá | Trung tá | Thiếu tá | Đại úy | Thượng úy | Trung úy | Thiếu úy |
| ------------------ | --------- | ------------ | ----------- | ----------- | ------ | --------- | -------- | -------- | ------ | --------- | -------- | -------- |
| Cấp hiệu nghiệp vụ |           |              |             |             |        |           |          |          |        |           |          |          |
| Cấp hiệu kỹ thuật  |           |              |             |             |        |           |          |          |        |           |          |          |

### Cấp bậc hàm cao nhất đối với chức vụ, chức danh của Sĩ quan
Đại tướng: Bộ trưởng Bộ Công an
Thượng tướng
- Thứ trưởng Bộ Công an (không quá 6)
- Sĩ quan biệt phái được phê chuẩn chức vụ Chủ nhiệm Ủy ban Quốc phòng và An ninh của Quốc hội

Trung tướng (không quá 35)
- Thủ trưởng các đơn vị có một trong các tiêu chí:

1. Có chức năng, nhiệm vụ tham mưu chiến lược, đầu mối phối hợp với các Bộ, ngành, địa phương[1]
2. Có hệ thống lực lượng theo ngành dọc, quy mô hoạt động toàn quốc, trực tiếp chủ trì, phối hợp hoặc tham gia phối hợp thực hiện nhiệm vụ bảo vệ an ninh quốc gia, bảo đảm trật tự, an toàn xã hội, đấu tranh phòng, chống tội phạm
3. Có chức năng nghiên cứu, hướng dẫn, quản lý nghiệp vụ toàn lực lượng

- Phó Chủ nhiệm thường trực Ủy ban Kiểm tra Đảng ủy Công an Trung ương; Chánh Thanh tra Bộ Công an
- Tư lệnh Bộ Tư lệnh: Cảnh vệ; Cảnh sát cơ động
- Giám đốc Học viện: An ninh nhân dân; Cảnh sát nhân dân; Chính trị Công an nhân dân
- Giám đốc Công an: thành phố Hà Nội, Thành phố Hồ Chí Minh
- Sĩ quan biệt phái được phê chuẩn giữ chức vụ Phó Chủ nhiệm Ủy ban Quốc phòng và An ninh của Quốc hội [2]hoặc được bổ nhiệm chức vụ Thứ trưởng hoặc tương đương

Thiếu tướng (không quá 162)
- Cục trưởng và tương đương (trừ các chức vụ có trần cấp bậc hàm Trung tướng)
- Phó Chủ nhiệm Ủy ban Kiểm tra Đảng ủy Công an Trung ương; Phó Chánh Thanh tra Bộ Công an (không quá 3)
- Chức vụ cấp phó của các chức vụ có trần cấp bậc hàm Trung tướng (mỗi đơn vị không quá 3)
- Giám đốc Công an thành phố: Hải Phòng[3]; Đà Nẵng; Cần Thơ
- Giám đốc Công an tỉnh: Quảng Ninh; Sơn La; Thanh Hóa[4]; Nghệ An[5]; Quảng Nam[6]; Gia Lai[7]; Đắk Lắk[8]; Đồng Nai[9]
- Phó Giám đốc Công an: thành phố Hà Nội, Thành phố Hồ Chí Minh (mỗi đơn vị không quá 3)
- Sĩ quan biệt phái được phê chuẩn giữ chức vụ Ủy viên thường trực Ủy ban Quốc phòng và An ninh của Quốc hội hoặc được bổ nhiệm chức vụ Tổng cục trưởng hoặc tương đương

Đại tá
- Giám đốc Công an các tỉnh còn lại
- Giám đốc Bệnh viên trực thuộc Bộ
- Trưởng phòng và tương đương ở đơn vị thuộc cơ quan Bộ có chức năng, nhiệm vụ trực tiếp chiến đấu, tham mưu, nghiên cứu, hướng dẫn chuyên môn, nghiệp vụ toàn lực lượng
- Trưởng phòng tham mưu, nghiệp vụ, Trưởng Công an quận thuộc Công an: thành phố Hà Nội, Thành phố Hồ Chí Minh, Trưởng Công an thành phố thuộc thành phố trực thuộc Trung ương
- Trung đoàn trưởng

Thượng tá
- Trưởng phòng và tương đương
- Trưởng Công an huyện, quận, thị xã, thành phố thuộc tỉnh
- Trung đoàn trưởng

Trung tá
- Đội trưởng và tương đương
- Trưởng Công an cấp xã
- Tiểu đoàn trưởng

Thiếu tá: Đại đội trưởng
Đại úy: Trung đội trưởng
Thượng úy: Tiểu đội trưởng

### Quan hệ cấp bậc hàm với chức vụ
Sĩ quan Công an nhân dân có chức vụ hoặc cấp bậc hàm cao hơn là cấp trên của Sĩ quan có chức vụ hoặc cấp bậc hàm thấp hơn. Trường hợp Sĩ quan có chức vụ cao hơn nhưng cấp bậc hàm ngang hoặc thấp hơn là cấp trên của Sĩ quan có cấp bậc hàm ngang hoặc cao hơn nhưng chức vụ thấp hơn

### Phong, thăng cấp bậc hàm
Phong cấp bậc hàm
- Sinh viên học các trường đại học Công an nhân dân khi tốt nghiệp được Thiếu úy
- Sinh viên, học sinh tốt nghiệp xuất sắc được phong cấp bậc hàm cao hơn 1 bậc (Trung úy)
- Cán bộ, công chức, viên chức hoặc người tốt nghiệp cơ sở giáo dục đại học, cơ sở giáo dục nghề nghiệp được tuyển chọn vào Công an nhân dân thì căn cứ vào trình độ được đào tạo, quá trình công tác, nhiệm vụ được giao và bậc lương được xếp để phong cấp bậc hàm tương ứng

Thăng cấp bậc hàm
Sĩ quan được thăng cấp bậc hàm khi có đủ các điều kiện sau:
- Hoàn thành nhiệm vụ, đủ tiêu chuẩn về chính trị, phẩm chất đạo đức, trình độ chuyên môn, nghiệp vụ, sức khỏe
- Cấp bậc hàm hiện tại thấp hơn cấp bậc hàm cao nhất theo quy định đối với chức vụ, chức danh đang đảm nhiệm
- Đủ thời hạn xét thăng cấp bậc hàm như sau:
  - Thiếu úy lên Trung úy là 2 năm
  - Trung úy lên Thượng uý, Thượng úy lên Đại úy là 3 năm
  - Đại úy lên Thiếu tá, Thiếu tá lên Trung tá, Trung tá lên Thượng tá, Thượng tá lên Đại tá, Đại tá lên Thiếu tướng là 4 năm
  - Thời hạn thăng mỗi cấp bậc hàm cấp tướng tối thiểu là 4 năm

Thăng cấp bậc hàm trước thời hạn
Sĩ quan lập thành tích đặc biệt xuất sắc mà cấp bậc hàm hiện tại thấp hơn cấp bậc hàm cao nhất đối với chức vụ, chức danh Sĩ quan đang đảm nhiệm thì được xét thăng cấp bậc hàm trước thời hạn
Thăng cấp bậc hàm vượt bậc
Sĩ quan lập thành tích đặc biệt xuất sắc mà cấp bậc hàm hiện tại thấp hơn cấp bậc cao nhất quy định đối với chức vụ, chức danh Sĩ quan thì được xét thăng cấp bậc hàm vượt bậc, nhưng không vượt quá cấp bậc hàm cao nhất đối với chức vụ, chức danh Sĩ quan đang đảm nhiệm
Thẩm quyền thăng, giáng, tước cấp bậc hàm
- Chủ tịch nước phong, thăng, giáng, tước cấp bậc hàm cấp tướng đối với Sĩ quan
- Bộ trưởng Bộ Công an quy định phong, thăng, giáng, tước các cấp bậc hàm còn lại
- Chủ tịch nước quyết định việc thăng cấp bậc hàm trước thời hạn và thăng cấp bậc hàm vượt bậc đối với cấp bậc hàm cấp tướng
- Bộ trưởng Công an quyết định việc thăng cấp bậc hàm trước thời hạn và thăng cấp bậc hàm vượt bậc đối với cấp bậc hàm cấp tá, úy

## Quyền lợi, nghĩa vụ

### Quyền lợi
- Tiền lương của Sĩ quan được tính theo chức vụ, chức danh đảm nhiệm và cấp bậc hàm, phù hợp với tính chất, nhiệm vụ của Công an nhân dân
- Phụ cấp thâm niên được tính theo mức lương hiện hưởng và thời gian phục vụ trong Công an nhân dân. Sĩ quan được hưởng trợ cấp, phụ cấp như đối với cán bộ, công chức có cùng điều kiện làm việc và trợ cấp, phụ cấp đặc thù Công an nhân dân
- Sĩ quan nếu giữ nhiều chức vụ, chức danh trong cùng một thời điểm thì được hưởng quyền lợi của chức vụ, chức danh cao nhất và phụ cấp kiêm nhiệm chức vụ, chức danh theo quy định của pháp luật;
- Sĩ quan được giữ nguyên quyền lợi của chức vụ, chức danh đang đảm nhiệm khi được giao chức vụ, chức danh thấp hơn chức vụ, chức danh đang đảm nhiệm do yêu cầu công tác hoặc thay đổi tổ chức, biên chế theo quy định của pháp luật
- Sĩ quan khi có quyết định miễn nhiệm chức vụ, chức danh thì hưởng các quyền lợi theo chức vụ, chức danh mới
- Sĩ quan được bảo đảm doanh trại và các điều kiện làm việc, sinh hoạt phù hợp với tính chất công việc, nhiệm vụ được giao
- Sĩ quan được hưởng phụ cấp nhà ở, được bảo đảm nhà ở công vụ; Sĩ quan sẽ được hưởng chính sách hỗ trợ về nhà ở xã hội theo quy định của pháp luật
- Sĩ quan được bảo đảm chăm sóc sức khỏe; khi bị thương, ốm đau, tai nạn, rủi ro nghề nghiệp ở xa cơ sở đăng ký khám bệnh, chữa bệnh ban đầu hoặc mắc những bệnh mà cơ sở khám bệnh, chữa bệnh của Công an nhân dân không có khả năng điều trị thì được khám bệnh, chữa bệnh tại các cơ sở khám bệnh, chữa bệnh khác, được thanh toán viện phí và thực hiện các chế độ khác theo quy định của pháp luật
- Cha, mẹ đẻ, người nuôi dưỡng hợp pháp; cha, mẹ đẻ, người nuôi dưỡng hợp pháp của vợ hoặc chồng; vợ hoặc chồng; con đẻ, con nuôi hợp pháp dưới 18 tuổi của Sĩ quan không có chế độ bảo hiểm y tế thì được Công an nhân dân mua bảo hiểm y tế, được khám bệnh, chữa bệnh tại các cơ sở khám bệnh, chữa bệnh theo quy định của pháp luật
- Cha, mẹ đẻ, người nuôi dưỡng hợp pháp; cha, mẹ đẻ, người nuôi dưỡng hợp pháp của vợ hoặc chồng; vợ hoặc chồng được khám bệnh, chữa bệnh tại các cơ sở khám bệnh, chữa bệnh theo quy định của Chính phủ...

### Những việc Sĩ quan không được làm
- Lợi dụng, lạm dụng chức vụ, quyền hạn được giao để xâm phạm lợi ích của Nhà nước, quyền, lợi ích hợp pháp của cá nhân, tổ chức
- Những việc trái với pháp luật, điều lệnh Công an nhân dân và những việc mà pháp luật quy định cán bộ, công chức, viên chức không được làm